# Membros do cavalo

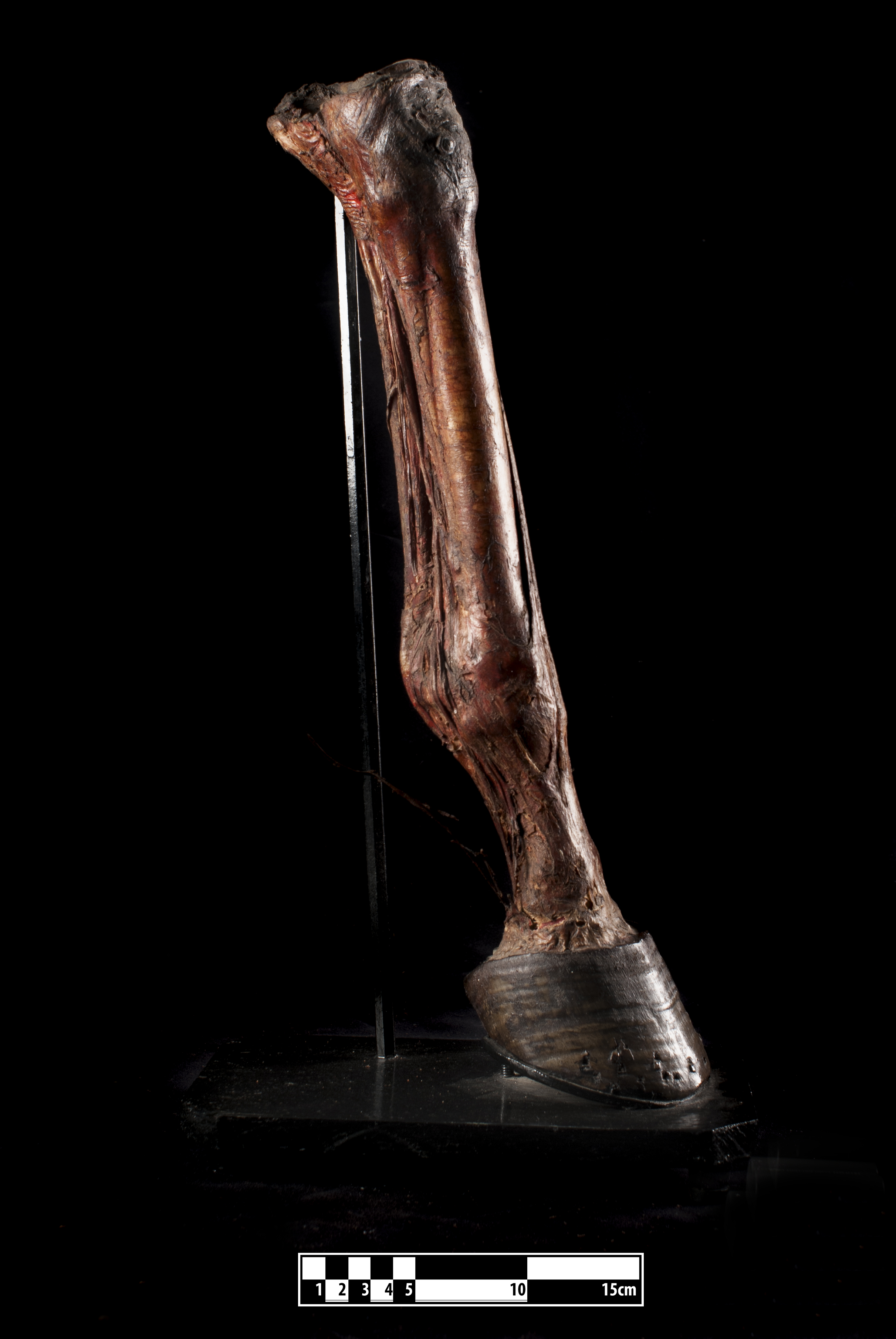
Membro de um cavalo. Em exposição no MAV/USP.

Os membros do cavalo são estruturas feitas de dezenas de ossos, articulações, músculos, tendões e ligamentos que suportam o peso do corpo equino. Eles incluem dois aparelhos: o aparelho suspensor, que carrega a maior parte do peso, impede a hiperextensão da articulação e absorve o choque e o aparelho de estada, que bloqueia grandes articulações, nos membros, permitindo que os cavalos permaneçam em pé enquanto estão relaxados ou dormindo. Os membros desempenham um papel importante no movimento do cavalo, com as pernas desempenhando as funções de absorção de impacto, o peso do rolamento, e o fornecimento de empuxo. Em geral, a maior parte do peso é suportado pelo pernas da frente, enquanto as pernas traseiras fornecem propulsão. Os cascos também são importantes estruturas de apoio, absorção de choque e tração, e contém estruturas que fornecem um fluxo de sangue através da parte inferior da perna. Como o cavalo foi se desenvolvendo como um animal cursorial, com um mecanismo principal de defesa de execução sobre o chão duro, suas pernas evoluíram para a forma alongada, robusta, leve e com um só dedo que vemos hoje.
Boa morfologia nos membros leva à melhora do movimento e diminuição da probabilidade de lesões. Grandes diferenças na estrutura óssea e no tamanho podem ser encontradas em cavalos utilizados para diferentes atividades, mas uma morfologia correta permanece relativamente semelhante em todo o espectro. Defeitos estruturais, bem como outros problemas, tais como lesões e infecções, podem causar claudicação, ou movimento anormal da marcha. Lesões e problemas com as pernas do cavalo podem ser relativamente pequenas, tais como lotação, o que causa inchaço sem claudicação, ou bastante graves. Mesmo os ferimentos não-fatais nas pernas podem ser fatais para os cavalos, pois seus corpos são projetados para suportar o peso em todas as quatro pernas e problemas sérios podem ocorrer se isso não é possível.

## Anatomia dos membros

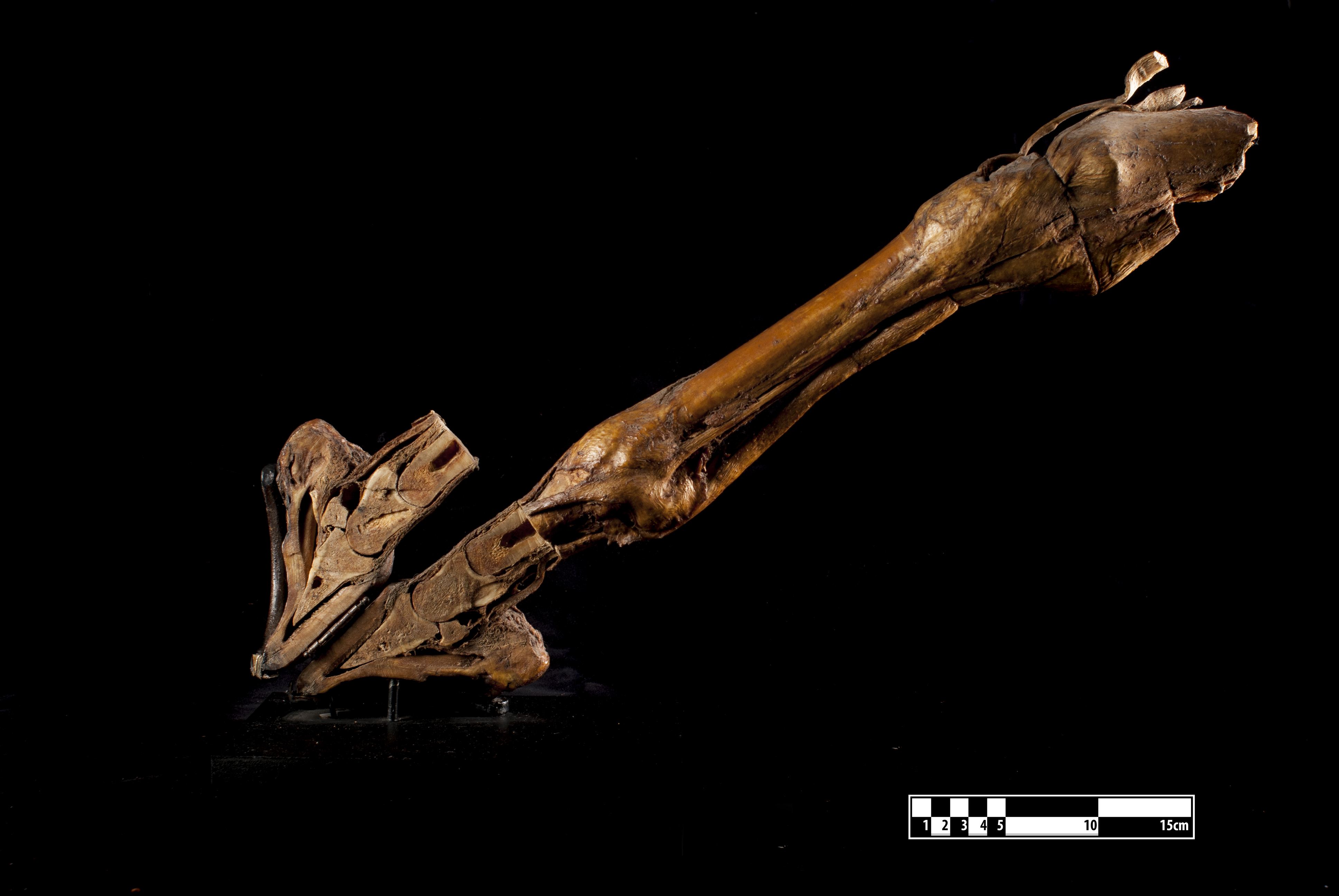
Secção transversal que mostra os ossos e ligamentos do membro dianteiro. Em exposição no MAV/USP.

Os cavalos são seres ungulados de um só dedo, ou membros da ordem Perissodactyla. Esta ordem inclui, também, a existência de espécies de rinocerontes e antas, e muitas famílias e espécies extintas. Os membros desta ordem andam sobre ou um dedo do pé (como cavalos) ou sobre três dedos (como rinocerontes e antas). Isto está em contraste com ungulados de dedos pares, membros da ordem Artiodactyla, que andam em cascos fendidos, ou dois dedos. Esta ordem inclui muitas espécies associadas com o gado, como ovelhas, cabras, porcos, vacas e camelos, bem como espécies de girafas, antílopes e cervos.
Cascos e pernas de equinos evoluíram ao longo de milhões de anos para a forma em que eles se encontram hoje em dia. Os antecessores do cavalo tinham pernas mais curtas, terminando em cinco dedos dos pés. Ao longo de milênios, um único disco rígido de um casco evoluiu a partir do dedo do meio, enquanto os outros dedos gradualmente desapareceram nos minúsculos vestígios remanescentes que se encontram hoje nos ossos inferiores da perna. Espécies equinas que moram em pradarias desenvolveram cascos e pernas mais longas, que eram ao mesmo tempo resistentes e leves para ajudá-los a fugir de predadores e cobrir longas distâncias em busca de comida. Espécies habitantes de florestas mantiveram pernas curtas e três dedos, que as ajudou na terra mais suave. Cerca de 35 milhões de anos atrás, uma queda na temperatura criou uma grande alteração no habitat, levando à transição de muitas florestas para pastagens. Isso levou a uma extinção entre as espécies equinas que habitavam as floresta, eventualmente deixando a eventualmente, deixando os equídeos de pernas longas e com somente um dedo de hoje, que inclui o cavalo como o único sobrevivente do gênero da família Equidae.

### Pernas

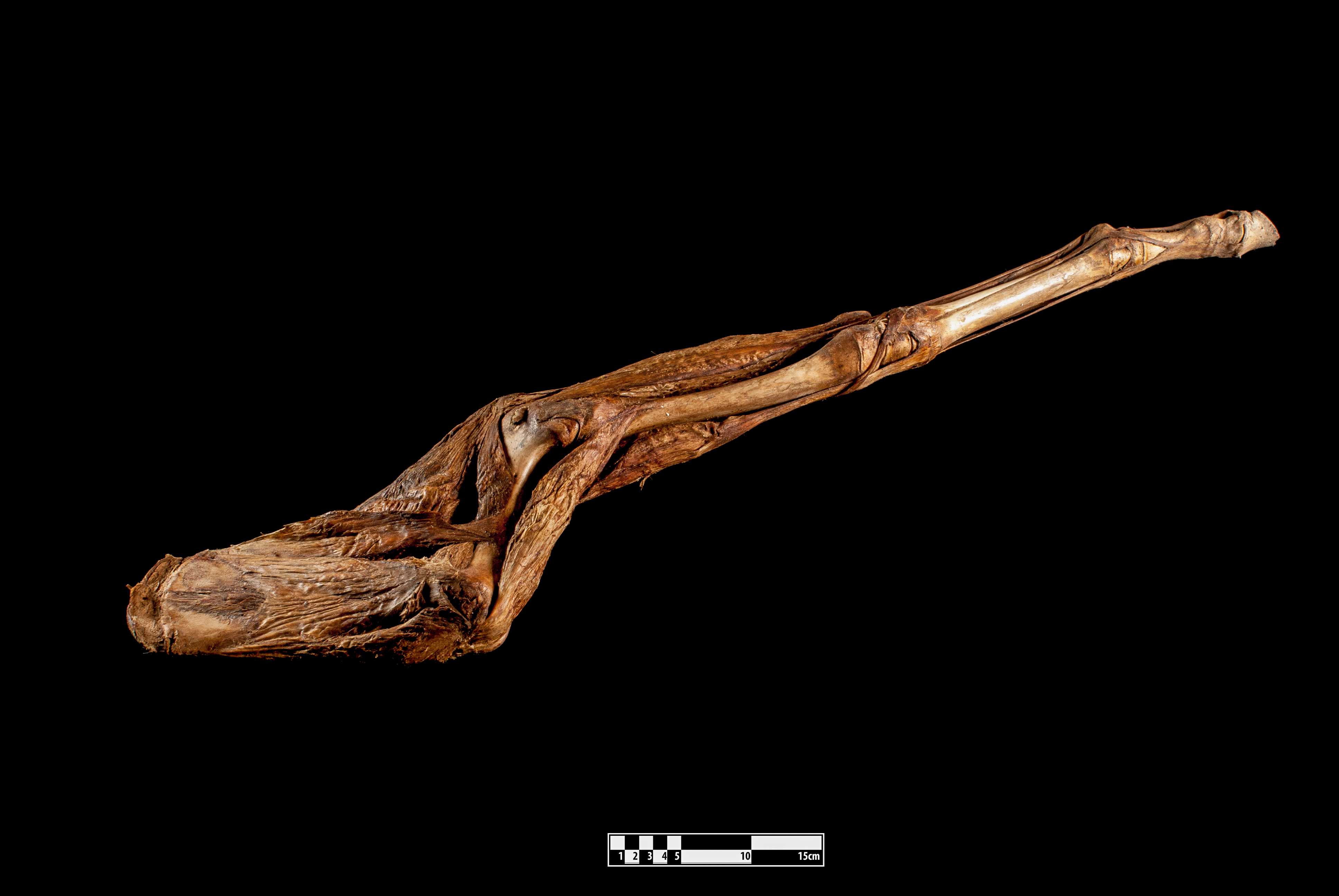
Artefato que apresenta os músculos e ossos do membro anterior eqüino. Em exposição no MAV/USP.

Cada membro anterior do cavalo corre da omoplata para o osso navicular. Entre esses estão o úmero (braço), o rádio (antebraço), articulação de cotovelo, ulna (cotovelo), carpo (joelho), ossos e articulações, grandes metacárpicos (canhão), pequeno metacárpicos (tala), sesamoide, machinho comum, primeira falange (metacarpo longo), carpo, segunda falange (metacarpo curto), coffin joint [Falta tradução] e a terceira falange(caixão ou de pedal). Cada membro posterior do cavalo corre a partir da pelve para o osso navicular. Depois da pelve vem o fêmur (coxa), a patela, stifle joint [Falta tradução], tíbia, fíbula, ossos e articulações do tarso (curvilhão), grande metatarso (canhão) e pequeno metatarso (tala). Abaixo destes, o arranjo do sesamoide e ossos e articulações da falange são os mesmos dos membros anteriores. Quando o cavalo está em movimento, a articulação interfalângica distal tem a maior quantidade de tensões aplicadas a ele de qualquer articulação do corpo, e pode ser significativamente afetado por técnicas de ferragem e calçagem. Apesar de ter uma pequena amplitude de movimento, a articulação interfalângica proximal (carpo) é de grande importância para o movimento do cavalo, e pode alterar a forma como as várias técnicas de ferragem afetam tendões e ligamentos na perna. Devido ao desenvolvimento do cavalo como animal cursorial (cuja principal forma de defesa está no ato de corre), seus ossos evoluíram para facilitar a velocidade em uma direção de avanço sobre o chão duro, sem a necessidade de agarrar, elevar ou balançar. A ulna encolheu de tamanho, e a sua porção superior tornou-se o ponto de cotovelo, enquanto a parte inferior se fundiu com o radio acima da articulação radiocarpal (joelho), que corresponde ao pulso em seres humanos. Uma mudança semelhante ocorreu no osso da fíbula das pernas. Estas alterações foram vistas pela primeira vez no gênero Merychippus, cerca de 17 milhões de anos atrás.
A anatomia das patas dianteiras começam na escápula. Este é o ombro que proporciona a facilidade de movimento pois e está conectado a vários ossos ao redor, como a vértebra cervical (uma seção da coluna vertebral). O próxima osso é o úmero, que leva para o radio abaixo. O radio é conectado, em seguida, aos ossos do joelho. O carpo é localizado na frente do joelho e o pisiforme é a parte de trás do joelho. Abaixo do joelho está o osso canhão, que também é conhecido como o 3º metacarpo. 55 milhões de anos atrás, quando o Eohippus existia, o osso canhão costumava ser o 3º dedo do pé. Sua fusão ocorreu a fim de aumentar a altura e o poder do membro. Atrás do osso canhão estão os ossos da tala. Os ossos da tala também são conhecidos como o 2º e 4º metacarpo e fundidos de 25 a 35 milhões de anos atrás, durante o tempo do Miohippus. Eles oferecem maior resistência e suporte do osso canhão e costuma ser o 2º e 4º dedos do pé. Abaixo do osso canhão está a articulação machinho que estabelece uma estrutura de muitos ossos. Em primeiro lugar estão os ossos sesamoide que agem como parte do sistema que permite a perna abaixar conforme a pressão é aplicada e a retorne conforme a pressão é liberada. Abaixo desta está a falange proximal, também conhecida como metacarpo longo, que é seguida pela falange média (metacarpo curto). Abaixo destes ossos estão o osso navicular e a falange distal. A falange distal pode ser conhecida como coffin bone [ Falta tradução] ou pedal de osso. Abaixo do osso navicular está o bursa navicular. Existem três principais grupos musculares dos membros anteriores: O músculo tríceps , endireita o cotovelo e a pata da frente, desde o cotovelo até a parte inferior da escápula. Os músculos que se estendem para a parte inferior da perna são chamados músculos extensores, enquanto a flexão das articulações da perna é obtida através do movimento dos músculos flexores. Existem cinco principais músculos e grupos musculares nas pernas traseiras. O músculo vastus flexiona a perna traseira e corre a partir do stifle [Falta tradução] ao quadril, enquanto os músculos glúteos, os grandes músculos no quadril, estendem o fêmur. O movimento de avanço e flexão das pernas traseiras é obtido através do movimento do grupo quadríceps de músculos na parte da frente do fêmur, enquanto os músculos da parte de trás dos membros posteriores, chamado grupo de tendões, fornece o movimento para a frente do corpo e extensão para trás das pernas. A extensão do jarrete é conseguida através do tendão de Aquiles, localizado acima do jarrete.
Existem dois aparelhos nas pernas de cavalo - o aparelho suspensor e o aparelho de estada. A articulação machinho é apoiada pelo grupo de ligamentos da parte inferior da perna, tendões e ossos conhecidos como o aparelho suspensor. Este aparelho carrega muito do peso do cavalo, tanto em pé quanto em movimento, e impede que o machinho tenha uma hiperextensão, especialmente quando a articulação está carregando peso. Durante o movimento, o aparelho armazena e libera energia na forma de uma mola: alongando, enquanto o ligamento é estendido e contraindo (e, portanto, liberando energia) quando a articulação não flexiona. Isto proporciona um efeito de rebote, auxiliando o pé deixando o chão. Esta capacidade de usar a energia armazenada faz a marcha dos cavalos mais eficiente que outros animais de grande porte, incluindo o gado. O aparelho suspensor consiste no ligamento suspensor, o ligamento de checagem, o tendão flexor digital profundo, o tendão flexor superficial, o tendão extensor digital comum e os ossos sesamoides.
Cavalos usam um grupo de ligamentos, tendões e músculos conhecido como o aparelho de estada para "travar" as grandes juntas nos membros, permitindo que eles permaneçam de pé enquanto relaxam ou dormem. A parte inferior do aparelho de estada consiste do aparelho suspensor, que é o mesmo em ambos os conjuntos de membros, enquanto a parte superior é diferente entre as patas traseiras e dianteiras. A parte superior do aparelho de estada nos membros anteriores inclui o acessório principal, os músculos extensores e flexores e tendões. A mesma porção nas pernas anteriores consiste dos principais músculos, ligamentos e tendões, assim como as articulações recíprocas do jarrete e do stifle[Falta Tradução].

#### Articulação

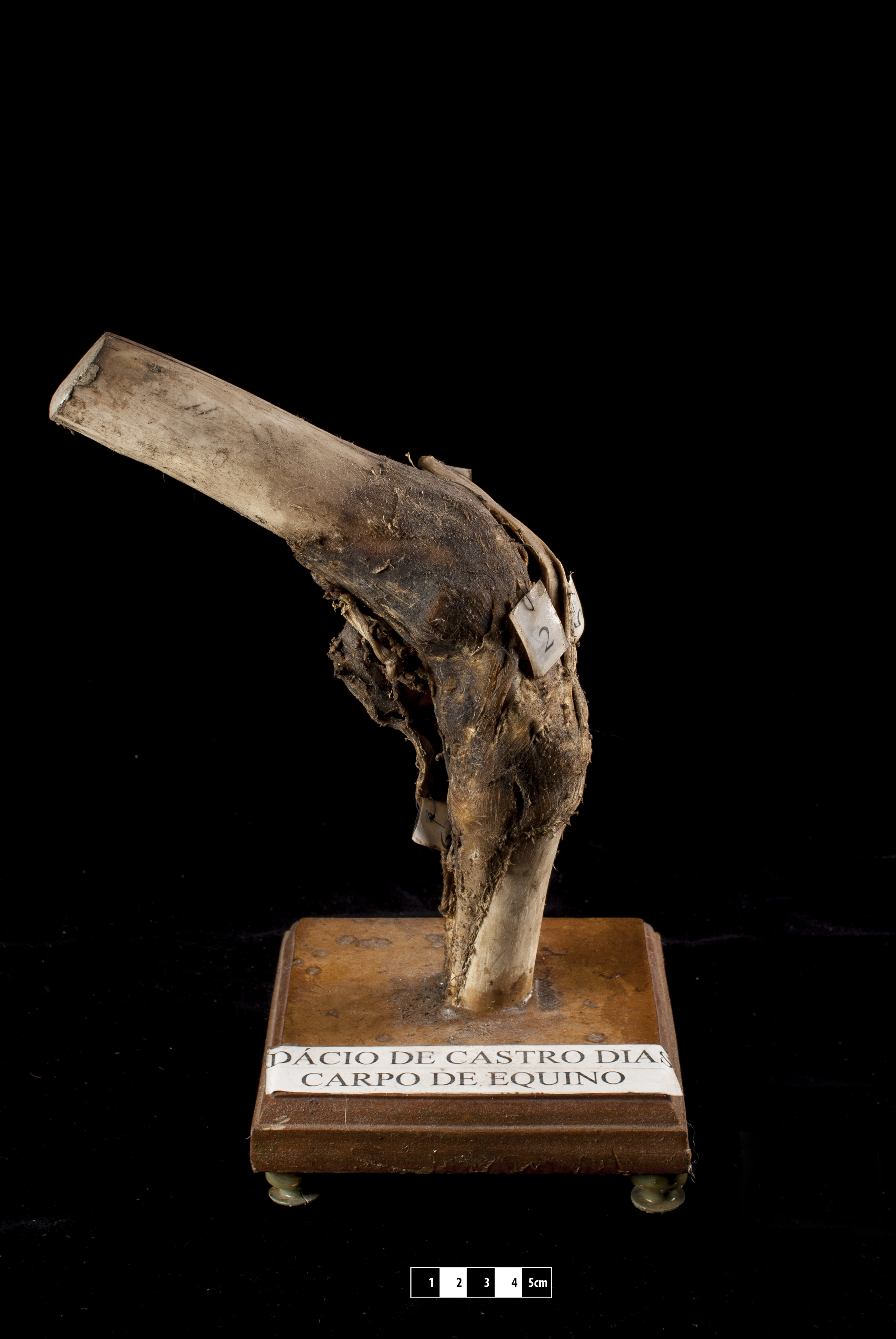
Carpo de equino. Em exposição no MAV/USP.
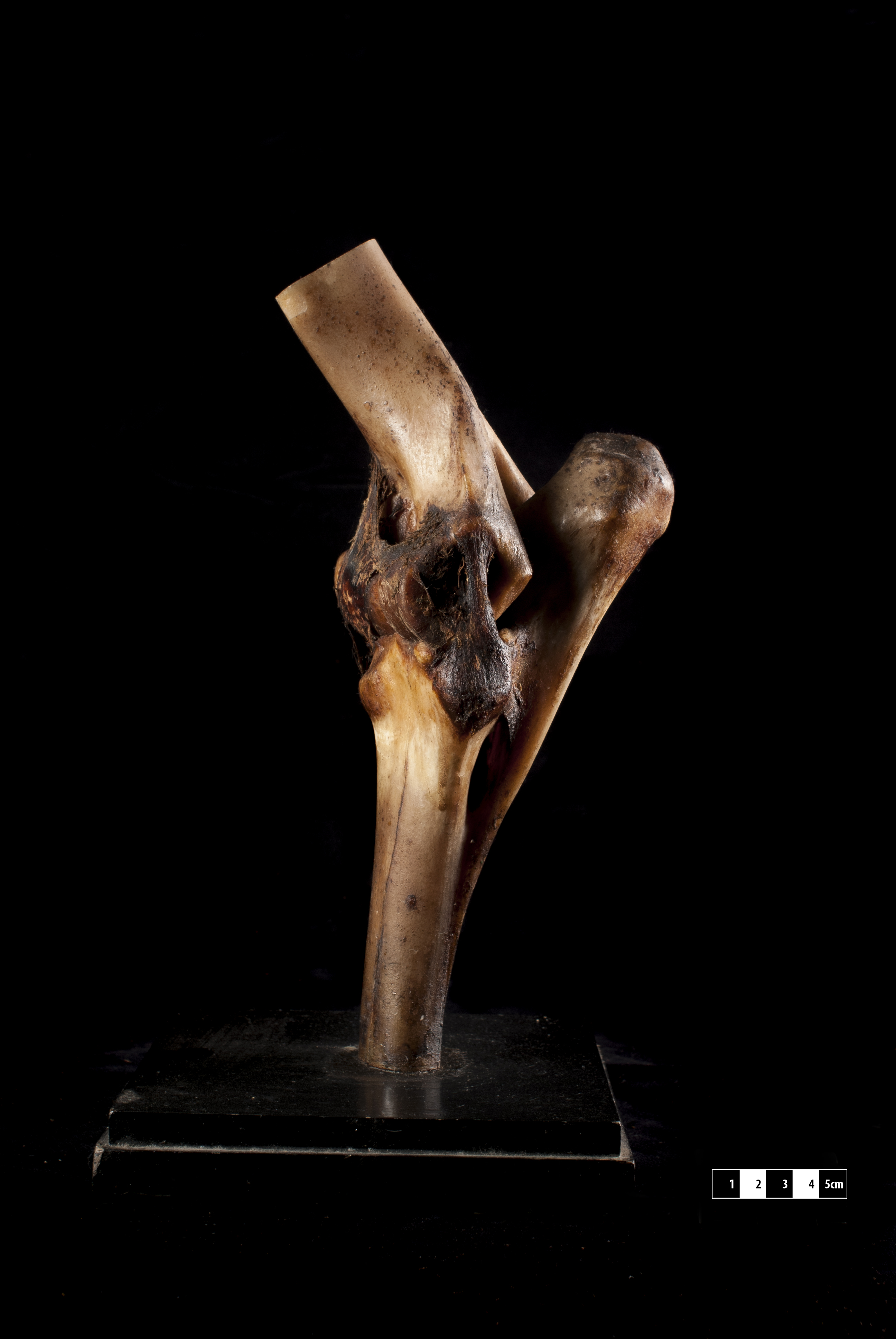
Cotovelo de equino. Em exposição no MAV/USP.
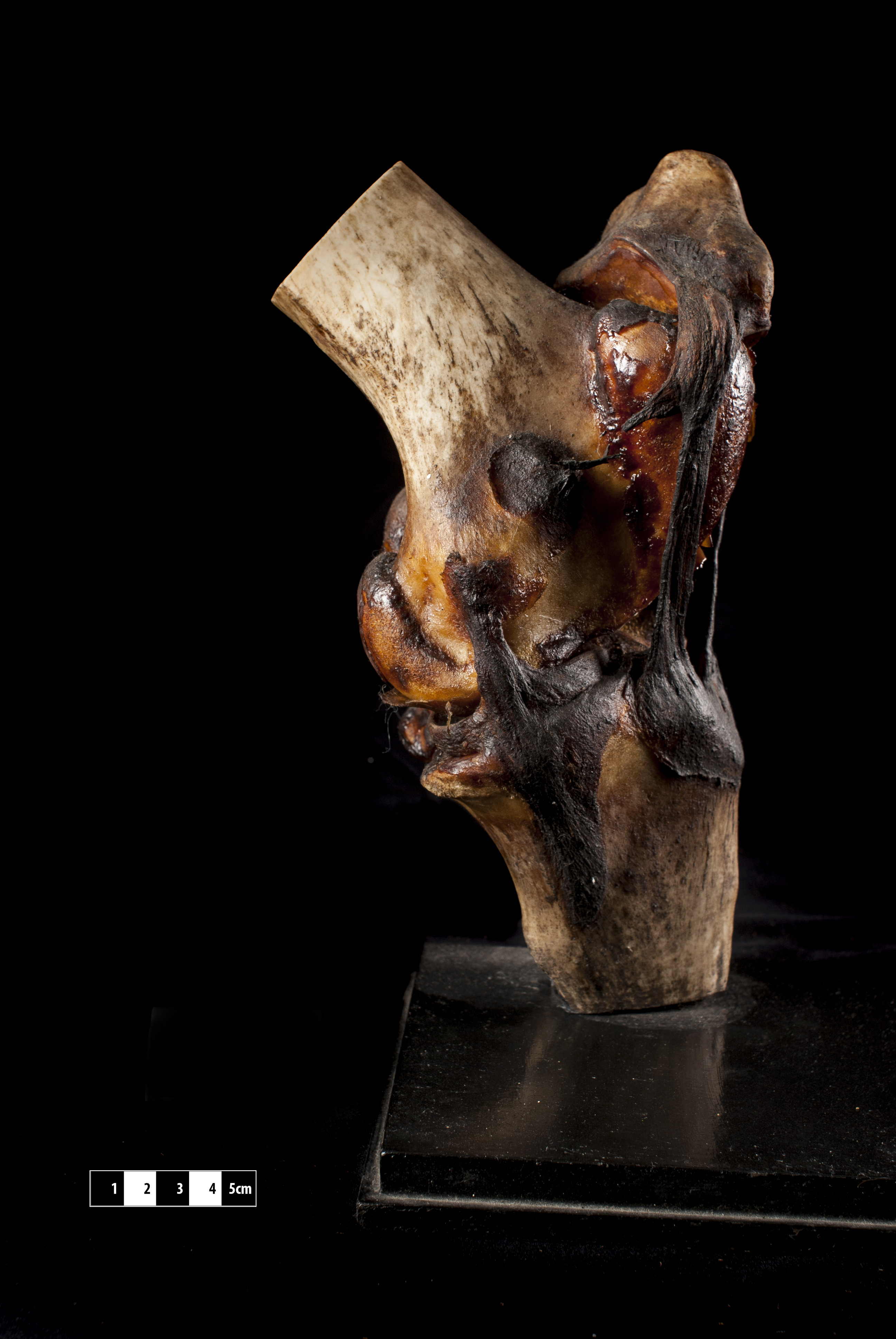
Articulação do joelho equino. Em exposição no MAV/USP.

### Casco
O casco do cavalo contém mais de uma dúzia de diferentes estruturas, incluindo ossos, cartilagens, tendões e tecidos. O coffin ou osso pedal é o principal casco ósseo, suportando a maioria do peso. Sob o coffin está o osso navicular, em si amortecido pelo bursa navicular, um saco cheio de fluido. A almofada digital é um vaso sanguíneo cheio de estrutura localizada no meio do casco, que auxilia com o fluxo de sangue em toda a perna. No topo da parede do casco está o corium, o tecido que continuamente produz o horn [falta tradução adequada] do exterior da concha do casco, que por sua vez é protegido pela periople, uma fina camada externa que impede as estruturas interiores de secar. A parede está ligada ao osso coffin por uma sesível lamina, uma camada flexível que ajuda a suspender e proteger o osso coffin. O principal tendão no casco é o tendão flexor digital profundo, que se conecta com a parte debaixo do osso coffin. A zona de impacto no fundo do casco inclui uma camada insensível, que tem uma camada exterior sensível, e o "sapo", que fica entre os calcanhares e auxilia na absorção de choque e o fluxo de sangue. As estruturas finais são cartilagens laterais, conectadas a parte superior do osso coffin, que age como saltos flexíveis, permitindo a expansão do casco. Estas estruturas permitem o casco executar várias funções. Ele atua como um ponto de apoio e tração, amortecedor e sistema de bombeamento de sangue de volta através do membro inferior.